# Thierry Girod
 (mai 2010).
Si vous disposez d'ouvrages ou d'articles de référence ou si vous connaissez des sites web de qualité traitant du thème abordé ici, merci de compléter l'article en donnant les références utiles à sa vérifiabilité et en les liant à la section « Notes et références ».
Thierry Girod, né le 15 novembre 1961 en Haute-Savoie, est un dessinateur de bande dessinée français.

## Biographie
Après un passage aux beaux-arts de Lyon puis d'Annecy, il travaille quelque temps comme illustrateur avant de se lancer dans la bande dessinée. Son premier album, L'ombre du dragon, est édité par les éditions Agorma. Bien qu'un scénariste soit crédité, Thierry Girod a pratiquement tout réalisé lui-même, le dessin bien sûr mais aussi le scénario.
Aux éditions Soleil, il signe ensuite le dessin de la série Wanted, sur des scénarios de Simon Rocca (pseudonyme de Georges Ramaïoli). Six albums de cette série seront réalisés. Les cinq premiers tomes forment une histoire complète, alors que le tome 6, resté sans suite, démarrait un nouveau cycle.
La raison de l'arrêt de cette série est la reprise par Thierry Girod du dessin d'une autre bande dessinée western : Durango, série créée par Yves Swolfs, qui en signe toujours les scénarios.
Thierry Girod a dessiné trois albums de cette série. Excellant dans un style de dessin réaliste, Thierry Girod est reconnu pour la précision de son dessin et la qualité de ses encrages.

## Publications
- Durango
  1.  Un pas vers l’enfer (2006)
  2. El Cobra (2008)
  3. Le Crépuscule du Vautour (2012)
- Wanted, scénario de Simon Rocca, 6 albums (en 1995, 1996, 1997, 1999[5], 2000 et 2004).
- L'ombre du dragon, (Franck Blackmail), éditions Agorma